# Floßmannstraße 10/12/14 (München)

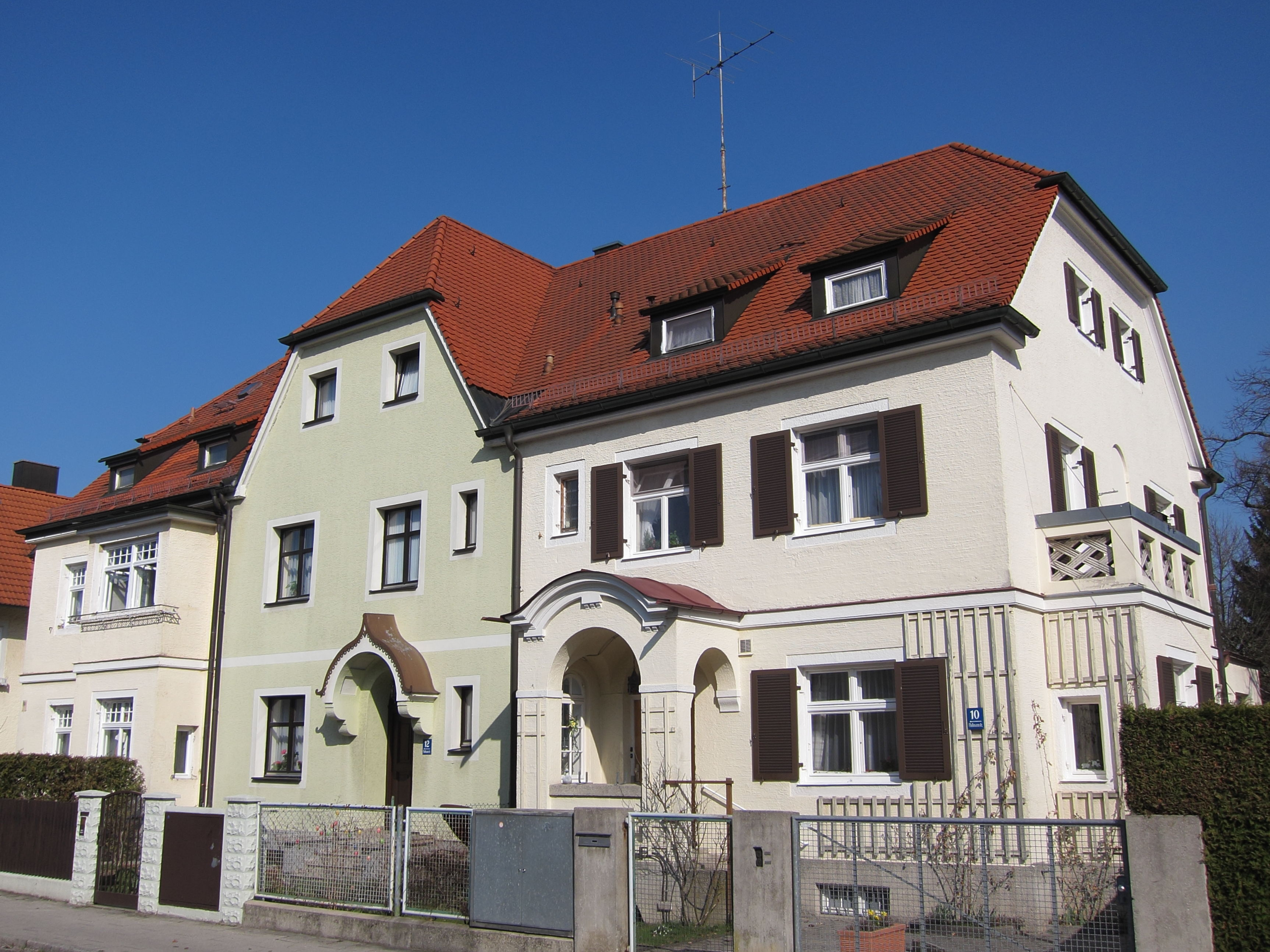
Gebäude Floßmannstraße 10/12/14 im Stadtteil Pasing von München

Das Gebäude Floßmannstraße 10/12/14 im Stadtteil Pasing der bayerischen Landeshauptstadt München wurde 1910/11 errichtet. Die Reihenhausgruppe in der Floßmannstraße, die zur Villenkolonie Pasing I gehört, ist ein geschütztes Baudenkmal.
Der zweigeschossige Krüppelwalmdachbau mit Quergiebel, Portikusvorbau, Balkonerker wurde wohl nach Plänen des Architekten Karl Schmidt errichtet. Ursprünglich waren alle Fenster mit Holzläden versehen und die Front des mittleren Hauses war mit einem Relieffries gegliedert. Die Häuser erhielten in den 1920er und 1930er Jahren einen rückwärtigen Anbau.